# Tân, Tín Dương
Tân (chữ Hán giản thể: 新县, Hán Việt: Tân huyện) là một huyện của địa cấp thị Tín Dương, tỉnh Hà Nam, Cộng hòa Nhân dân Trung Hoa. Huyện này có diện tích 1551 km2, dân số năm 2002 là 340.000 người. Huyện lỵ đóng tại trấn Tân Tập.
Huyện Tân được chia ra các đơn vị hành chính:
- Trấn: Tân Tập, Sa Sào, Bát Lý Phàn, Ngô Tràn Hà và Tô Hà.
- Hương: Chu Hà, Hử Loan, Thiên Cân, Trần Điếm, Biện Phòng, Quách Gia Hà, Tiễn Hán Hà, Tứ Điếm, Đẩu Sơn Hà và Điền Phô.